# オウル大学

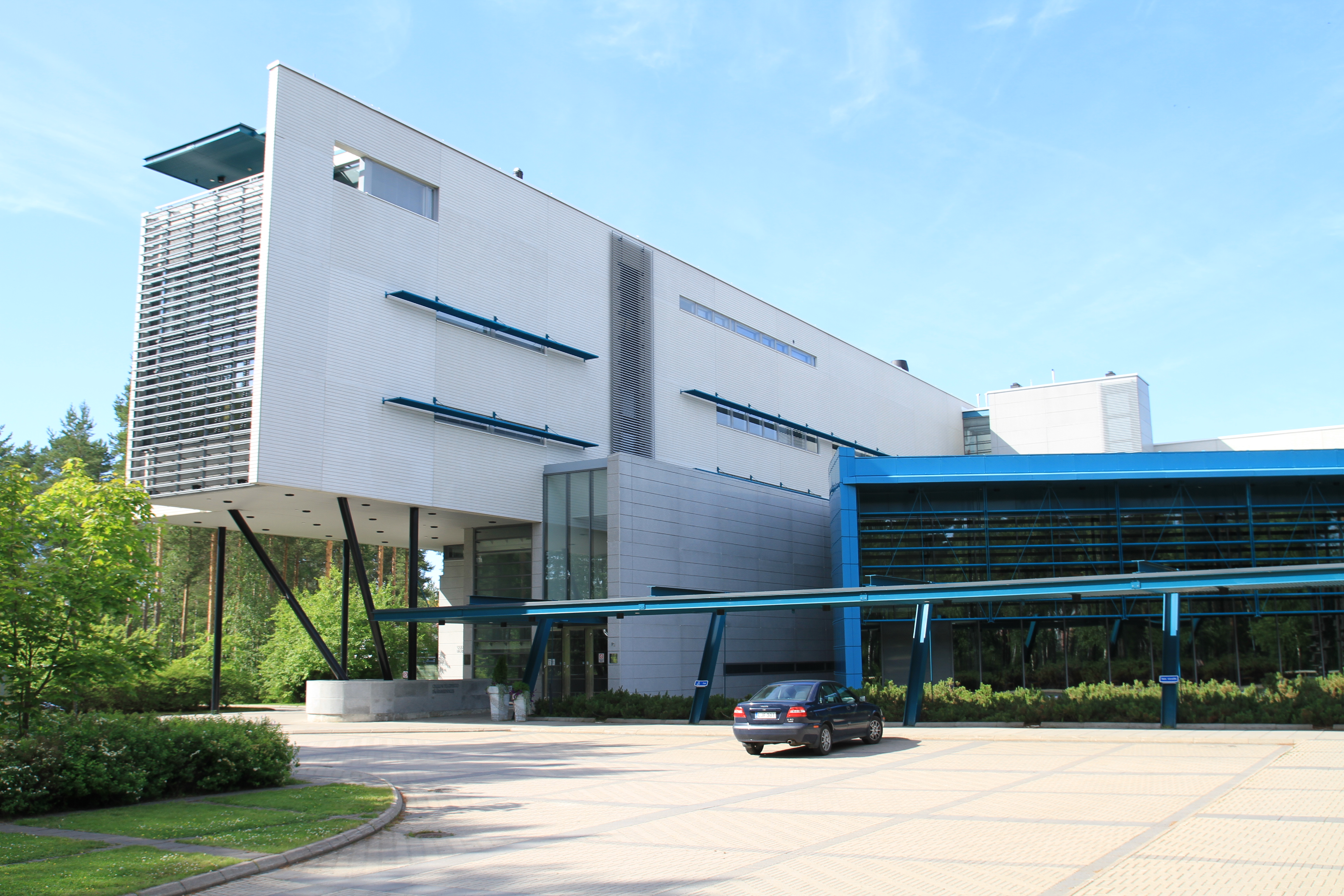
オウル市リンナンマーのオウル大学本館

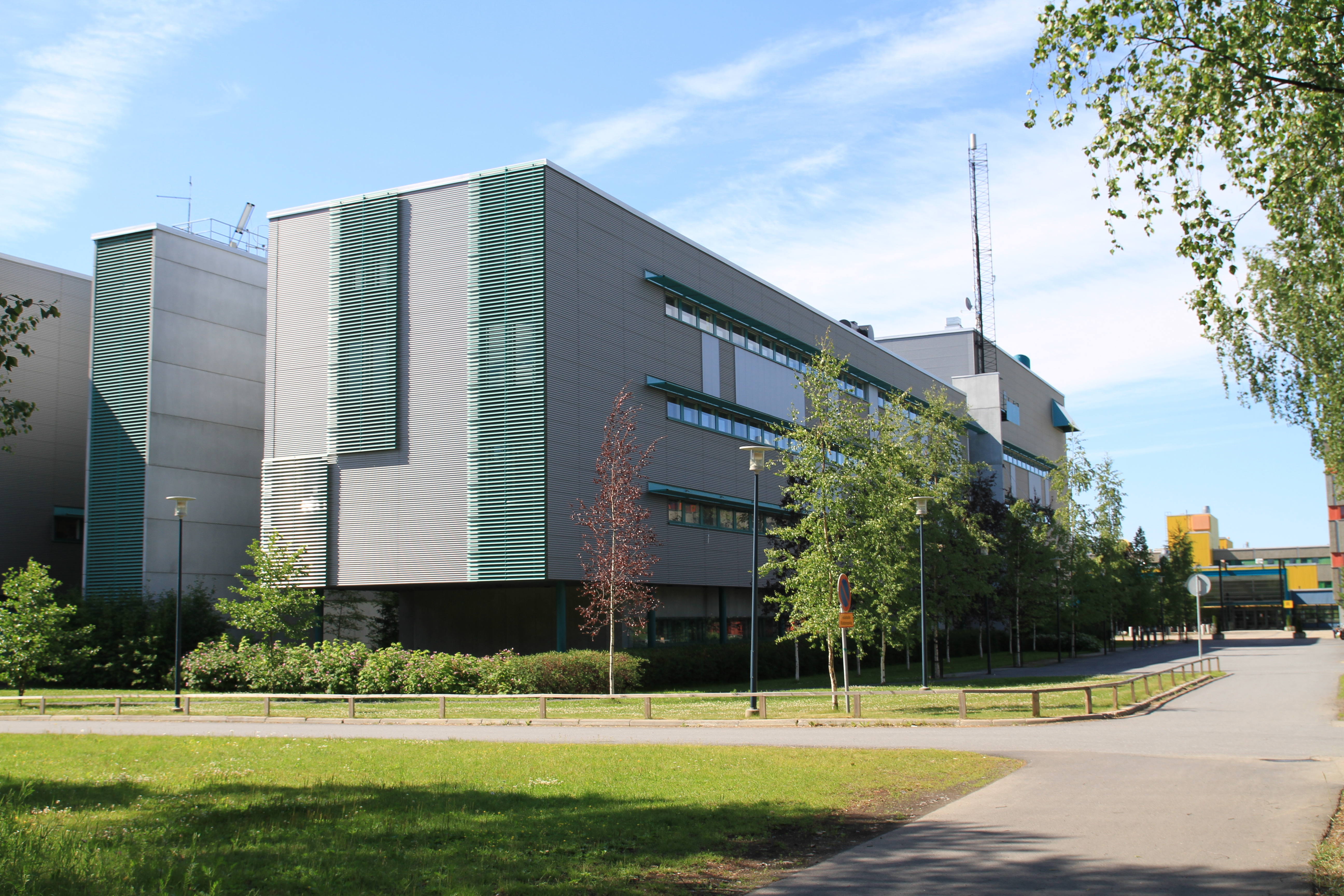
リンナンマーキャンパスの電気工学科、コンピュータ理工学科、電気通信工学科の3学科

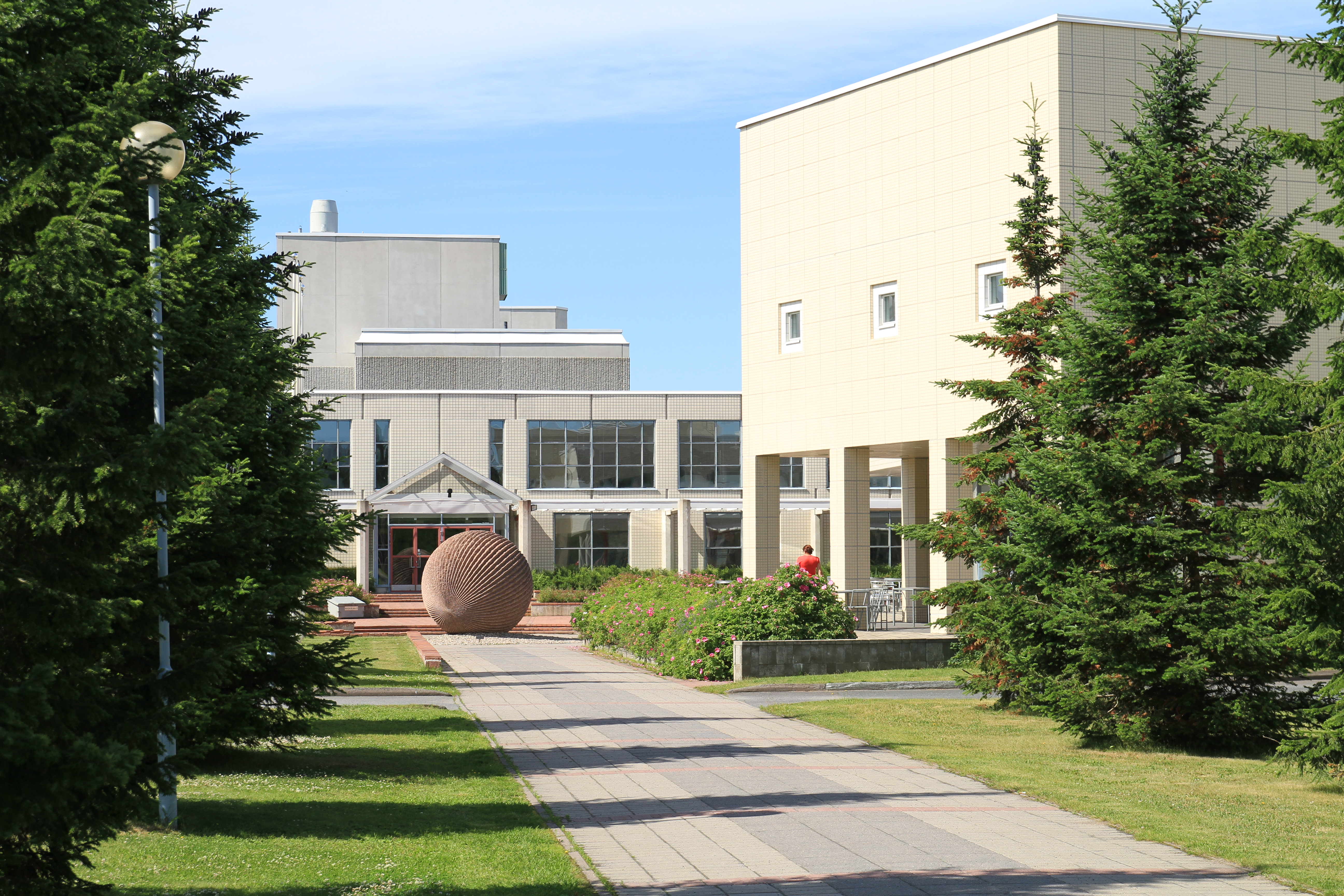
大学の北端に位置する人文学部

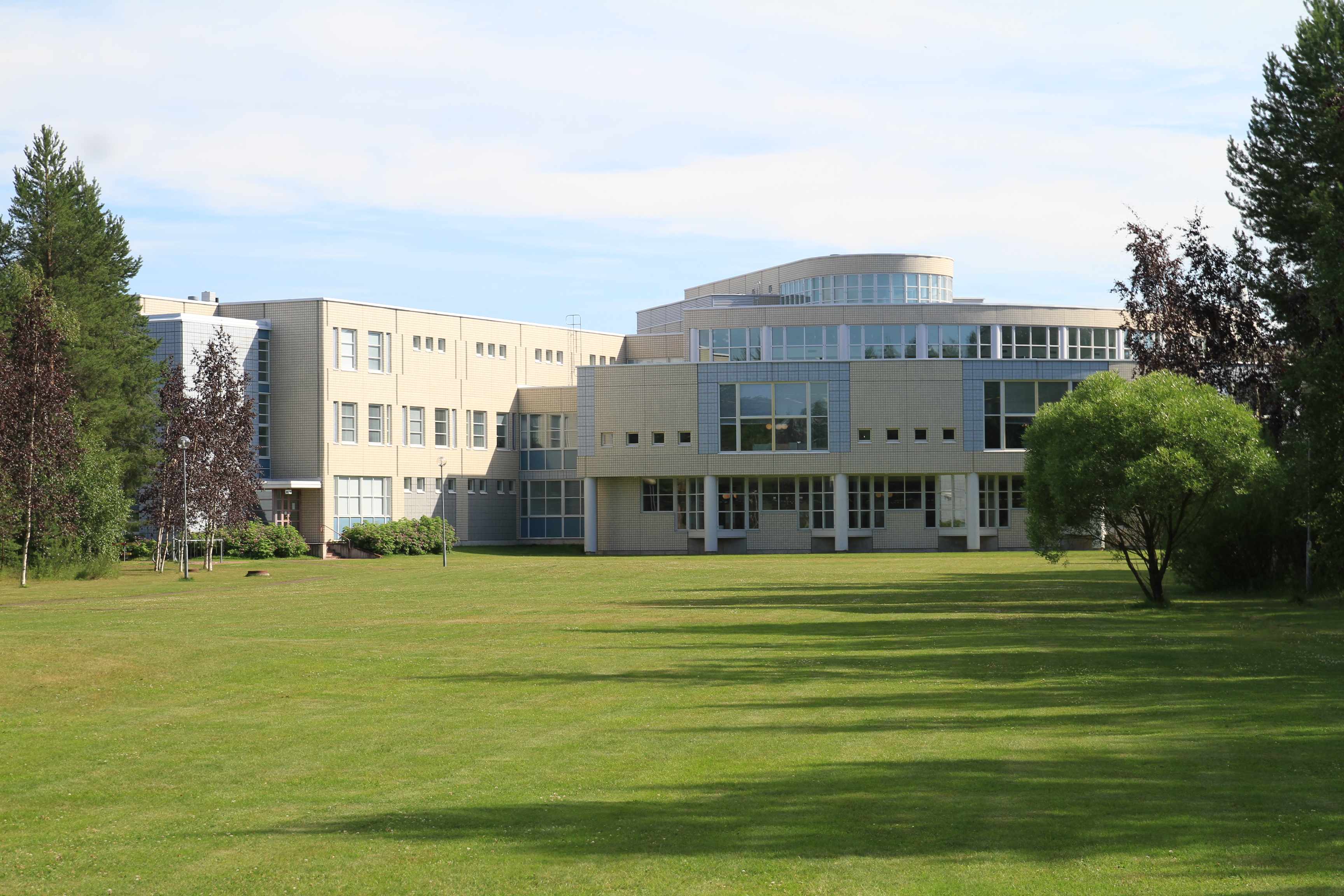
リンナンマーのオウル大学図書館「ペガサス」（旧本館）

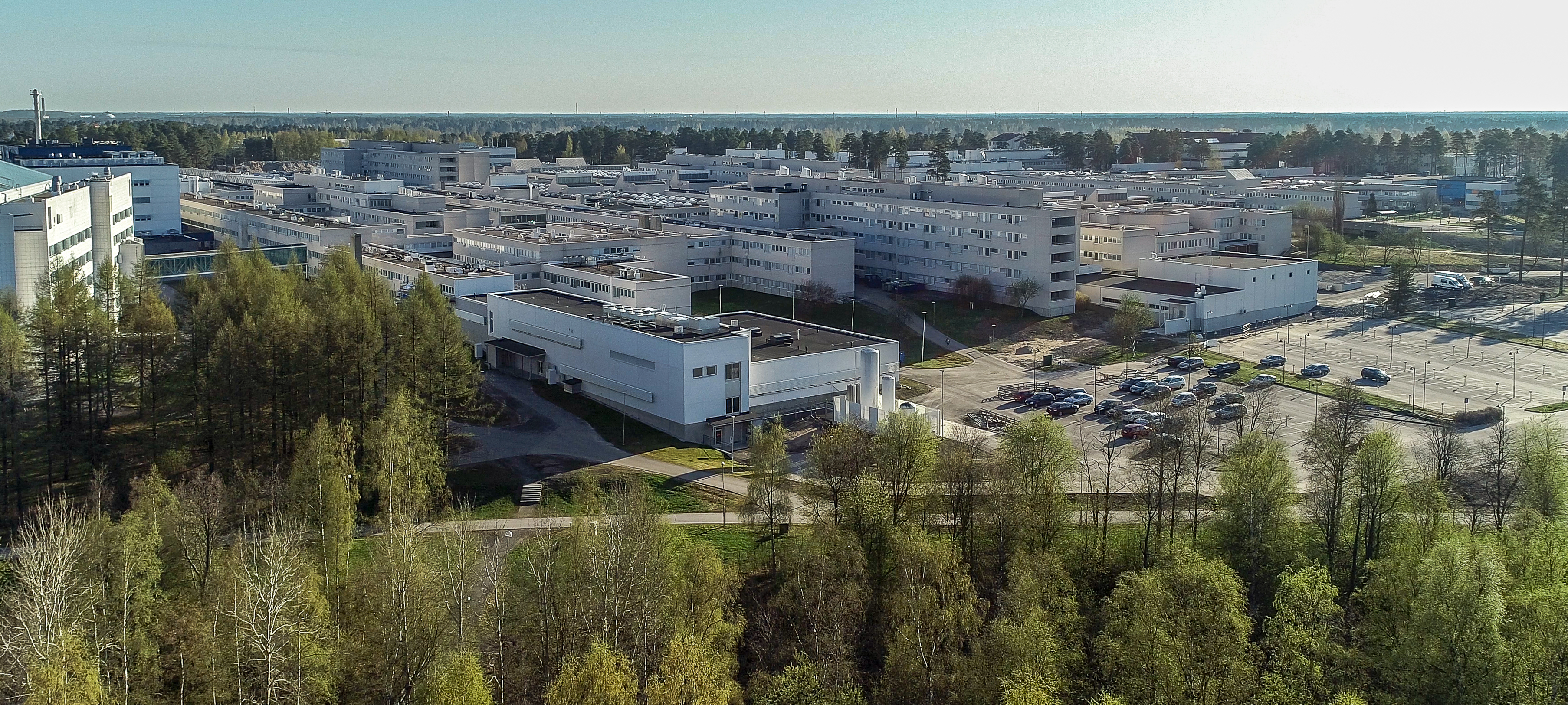
オウル市コンティンカンガスの医学部のあるオウル大学病院の建物

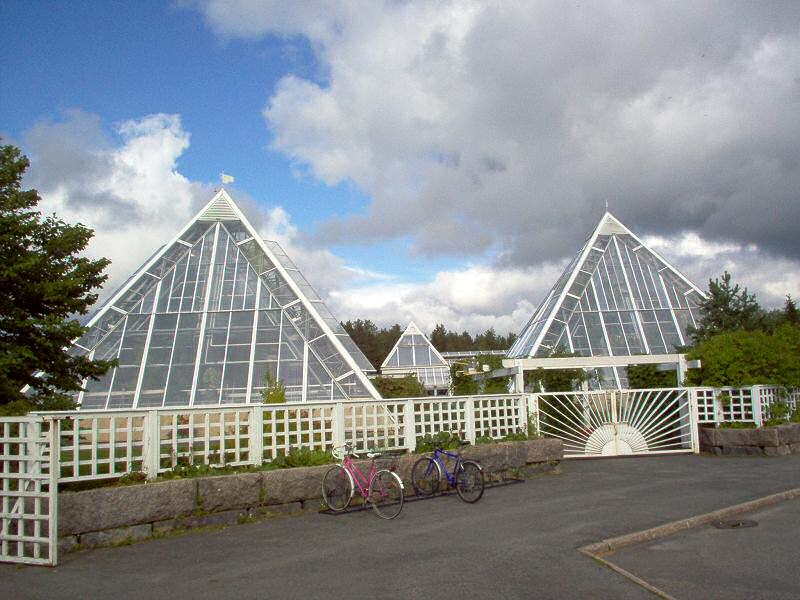
オウル大学植物園

オウル大学 (オウルだいがく、フィンランド語: Oulun yliopisto) は、フィンランド共和国オウル市に位置する国内最大の公立大学の一つである。1958年に設立された。
フィンランド国内ではトップクラスの大学であり、世界ランキングでも251～300位にランクインしている。オウル大学では、21種類の国際的な修士課程プログラムが提供されている。

## 沿革
- 1919年　市の大学設立を管理するためにオウル大学協会を設立
- 1958年　オウル大学を設立
- 1959年　哲学部（生物学、数学）、工学部（建築、土木、経営工学）、オウル教育学校を開設
- 1960年　医学部を開設
- 1965年　人文科学分野での教育開始
- 1965年　工学部に電気工学科、機械工学科を増設
- 1972年　哲学部の分割により人文科学部と自然科学部を開設
- 1974年　教育学部を開設
- 1985年　工学部に電気通信技術の教授を任命
- 1994年　バイオテクノロジー、IT、北方問題を重点分野として定義
- 2000年　経済経営学部を開設
- 2006年　マイクロ・ナノテクノロジーセンターを設立
- 2007年　オウル鉱業学校を開設
- 2008年　マルッティ・アハティサーリ国際ビジネス・経済研究所を設立
- 2009年　インターネットエクセレンスセンター(CIE)を設立
- 2010年　新しい大学法が施行、新しい重点分野を定義
- 2011年　マイクロ・ナノテクノロジーセンターと電子顕微鏡研究所が統合し、顕微鏡・ナノテクノロジーセンターを設立
- 2014年1月1日　生化学・分子医学部、情報電気工学部、オウル建築学校を開設

## キャンパス
オウル大学には２つのキャンパスエリアがある。
- メインキャンパスは、オウル市の中心部から北に約5キロメートル離れたリンナンマー（英語: Linnanmaa）に位置している。6つの学部、4つの研究所、植物園と博物館、大学図書館「ペガサス」、テルス・イノベーション・アリーナなどがある。
- コンティンカンガス（英語:  Kontinkangas）キャンパスは、オウル市の中心部から南東に1.2 kmの位置にあり、医学部、生化学・分子医学部、オウル大学病院、医学研究センター（MRC）、バイオセンター・オウルなどがある[5]。

大学には多くの研究ユニットや共同利用拠点がある。

## 学部
オウル大学は８つの学部に分かれている。
- 生化学・分子医学部
- 教育学部
- 人文学部
- 情報科学・電気工学部
- 医学部
- 理学部
- 工学部
- 経済学部